# Rhynchitomacer brevicollis
Rhynchitomacer brevicollis is een keversoort uit de familie bastaardsnuitkevers (Nemonychidae). De wetenschappelijke naam van de soort werd in 1965 gepubliceerd door Eduard Voss.